# Slap-Happy
Slap-Happy è il sesto album in studio del gruppo musicale statunitense L7, pubblicato nel 1999.

## Tracce
Testi e musiche di Donita Sparks e Suzi Gardner.
1. Crackpot Baby – 2:38
2. On My Rockin' Machine – 2:20
3. Lackey – 3:01
4. Human – 3:00
5. Livin' Large – 3:57
6. Freeway – 2:42
7. Stick to the Plan – 4:59
8. War with You – 3:38
9. Long Green – 2:41
10. Little One – 1:41
11. Freezer Burn – 4:06
12. Mantra Down – 4:01

## Formazione
- Donita Sparks – chitarra, basso, voce
- Suzi Gardner – chitarra, voce
- Demetra Plakas – batteria, percussioni